# Milton Malsor
Milton Malsor est une paroisse civile et un village du Northamptonshire, en Angleterre.